# Minoritenkirche (Köln)

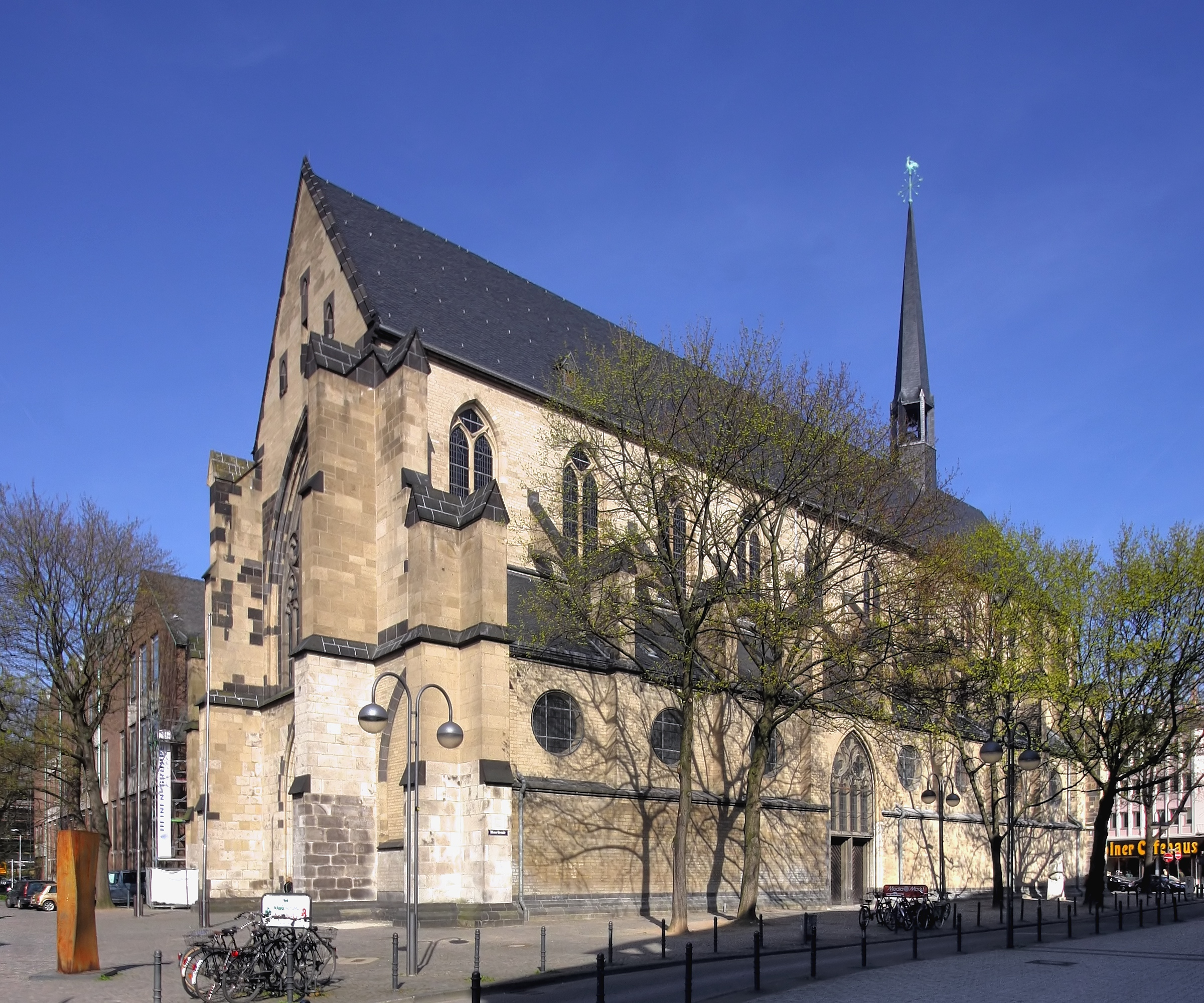
Minoritenkirche St. Mariä Empfängnis in Köln (2011)

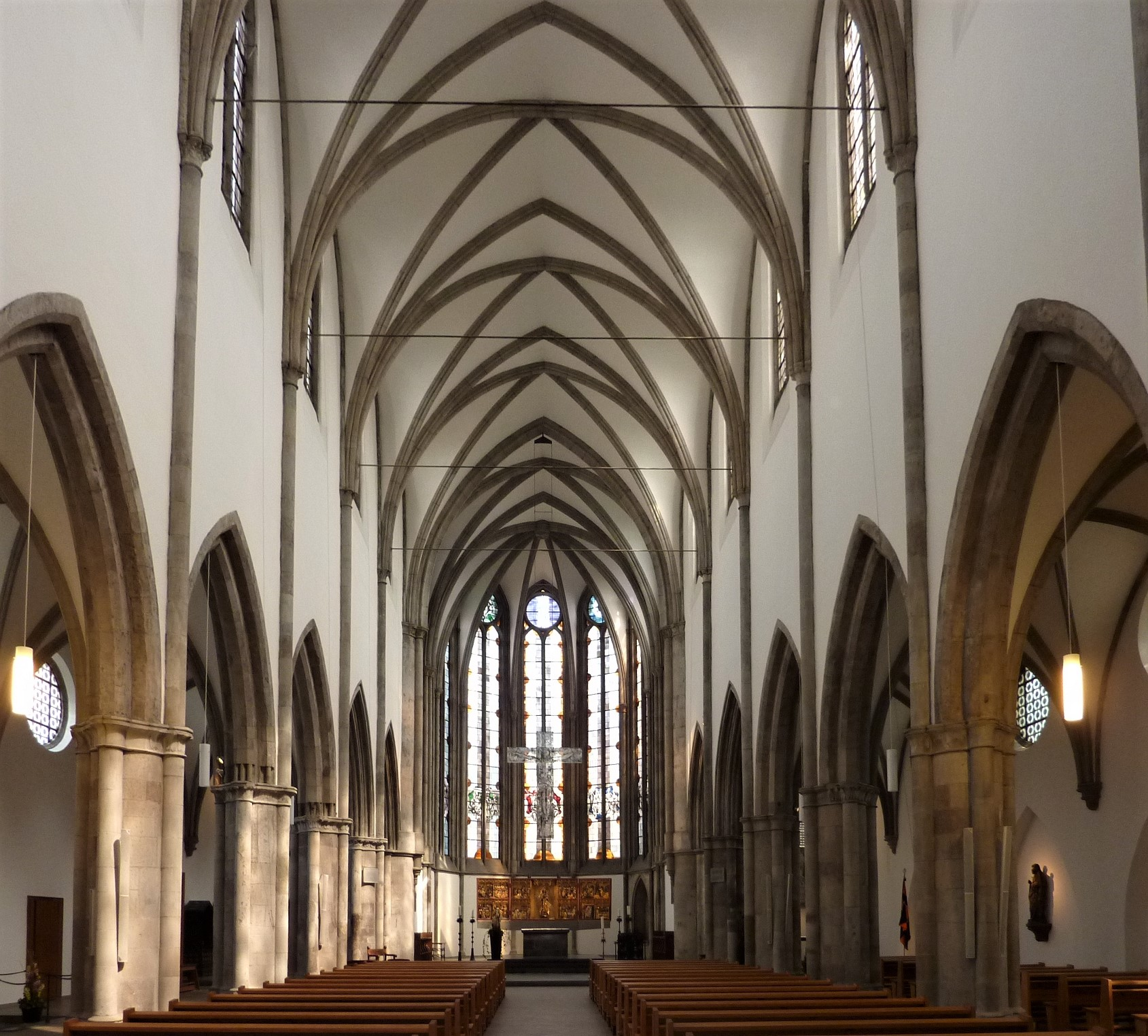
Minoritenkirche. Blick ins Langhaus

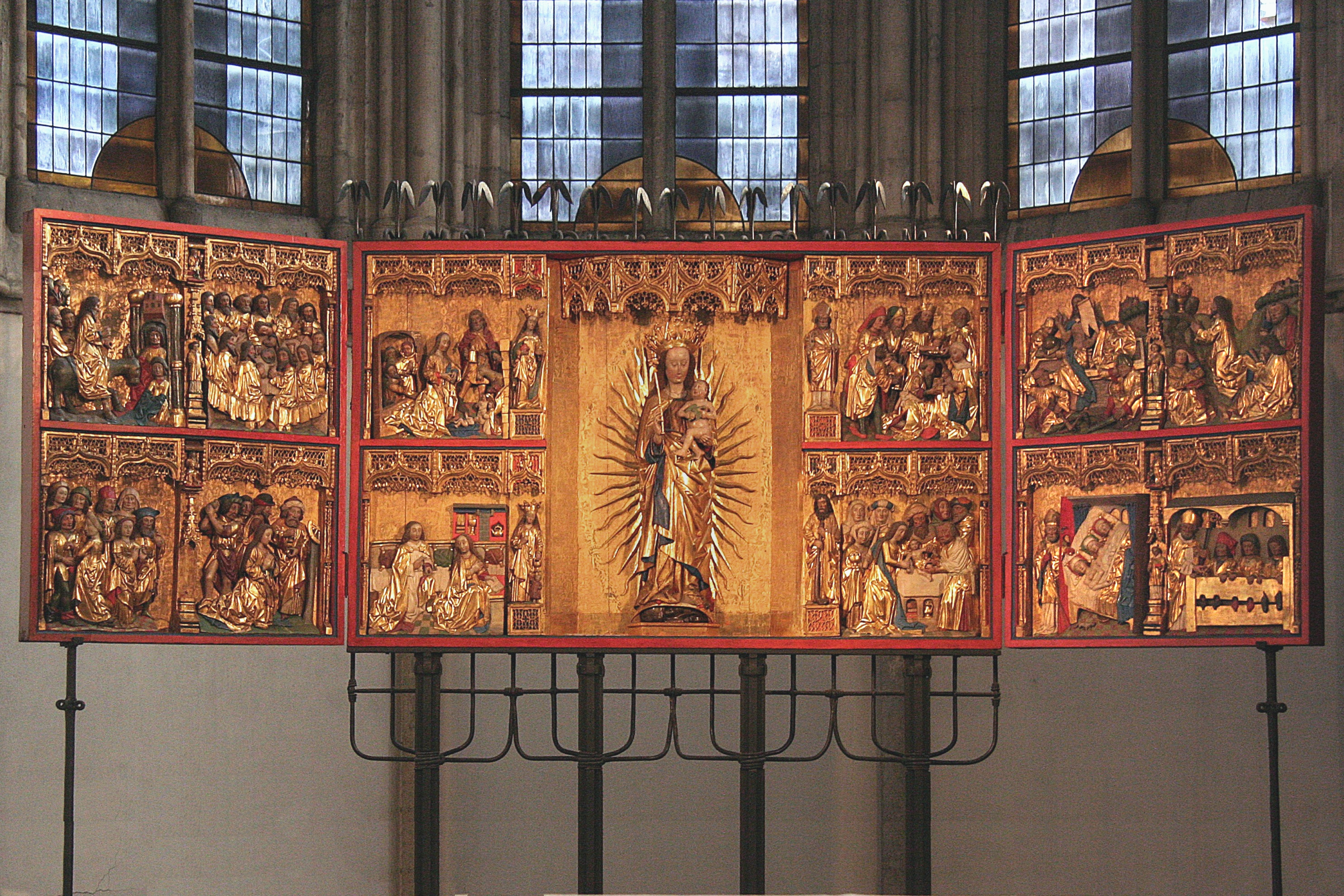
Retabel des Hochaltars (2009)

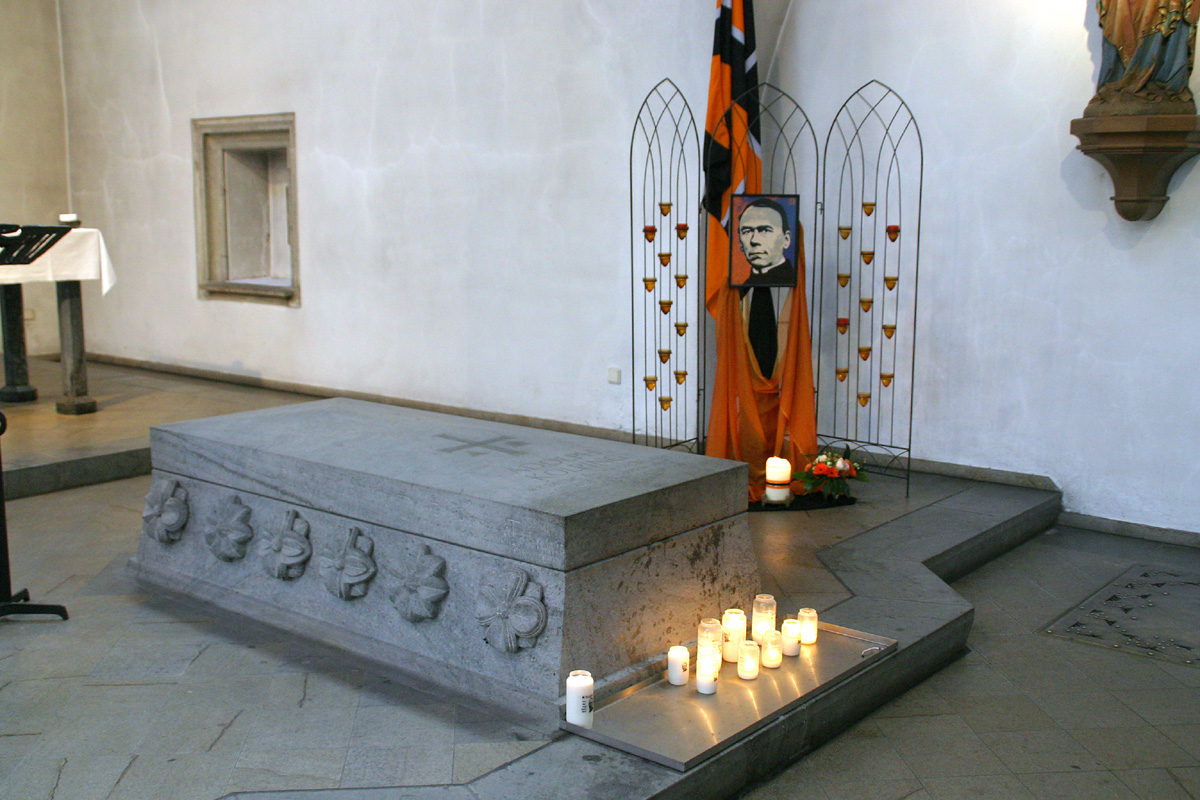
Grab Adolph Kolpings (2006)

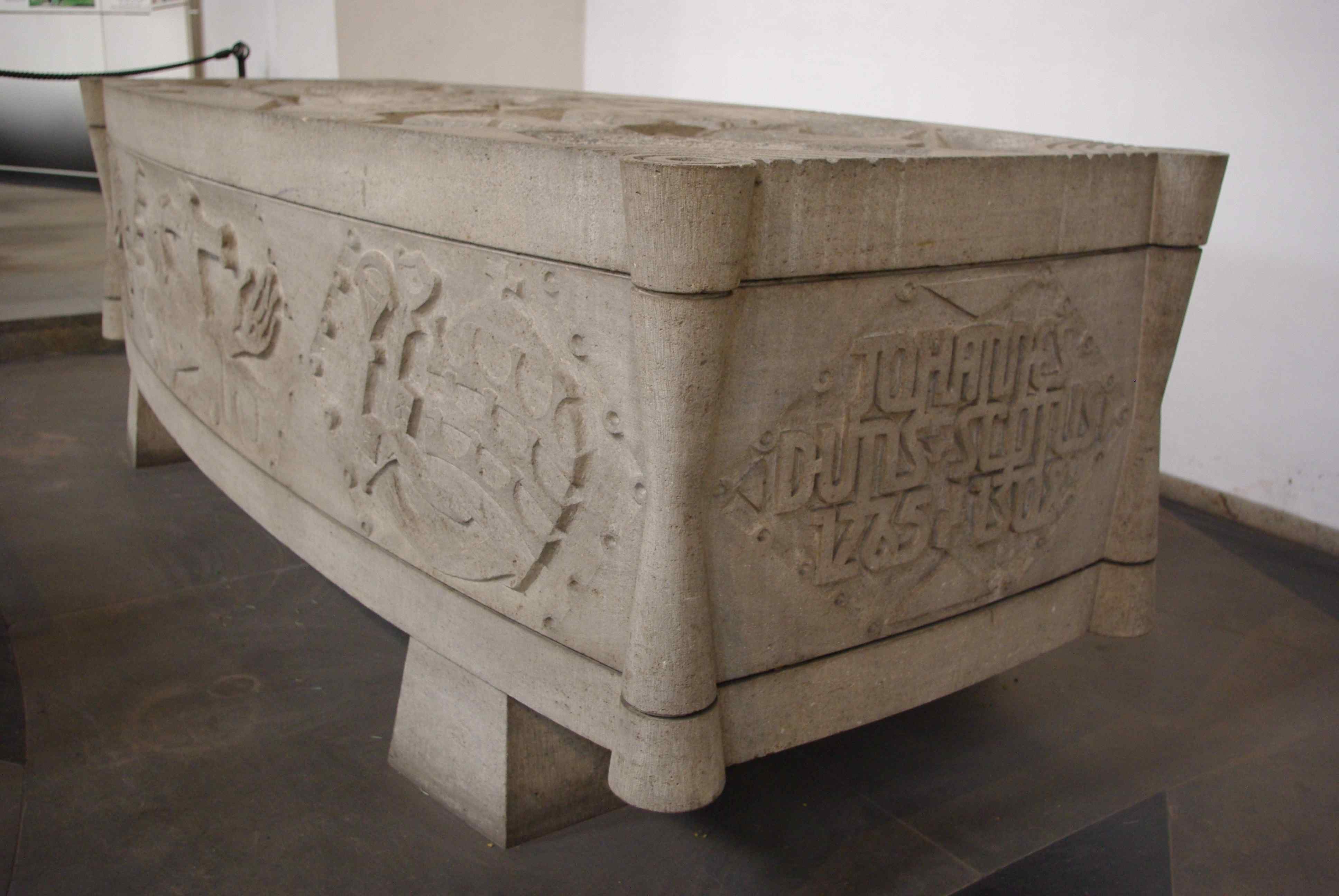
Grab des Johannes Duns Scotus

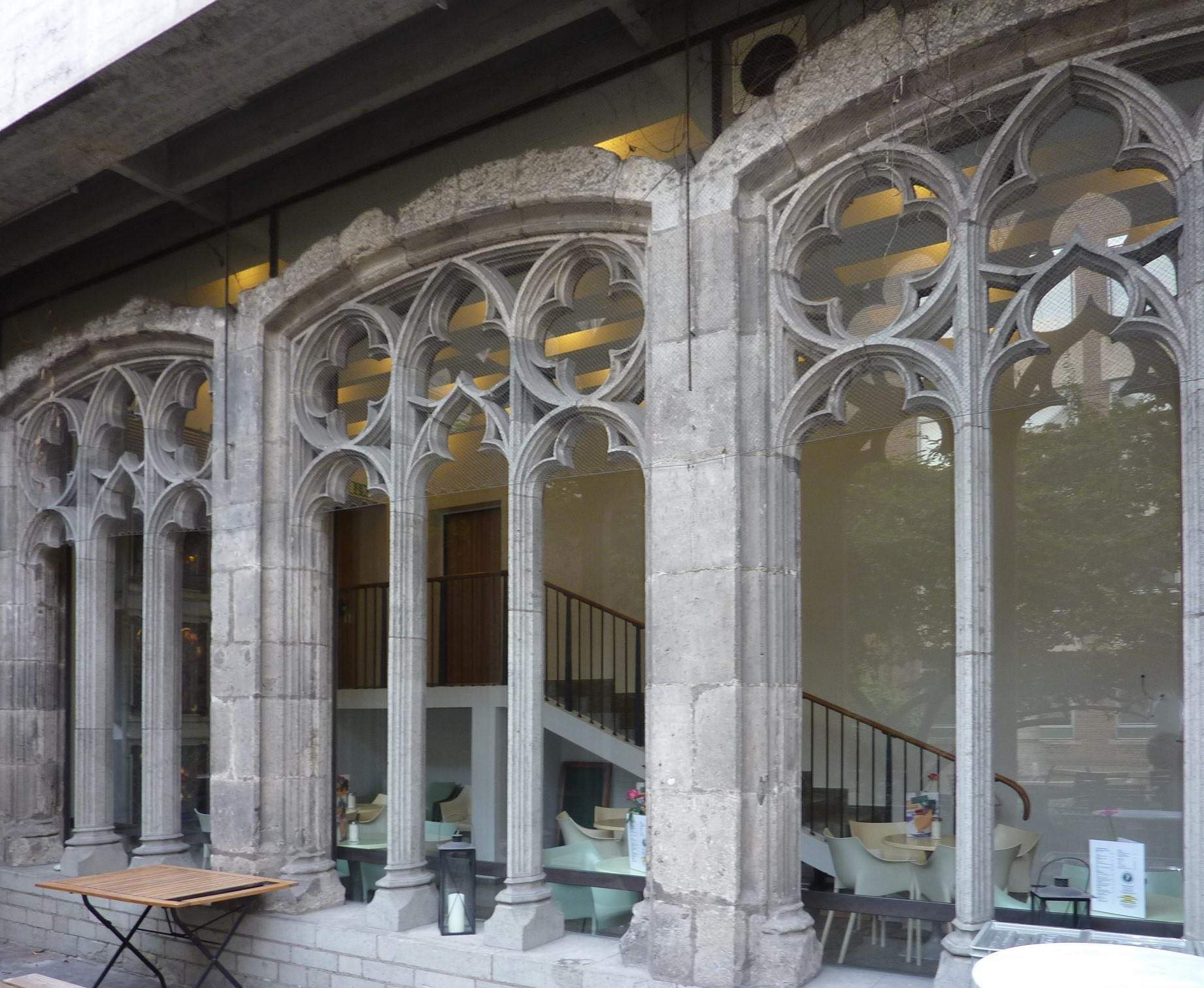
Rest des Kreuzgangs des Minoritenklosters

Die römisch-katholische Minoritenkirche mit dem Patrozinium St. Mariä Empfängnis am Kolpingplatz in Köln ist ein Kirchengebäude aus dem 13. Jahrhundert. Ursprünglich war sie eine Klosterkirche. Dann war sie Annexkirche des Kölner Doms und ist heute eingebunden in den Seelsorgeraum Katholisch in Köln-Mitte. Außerdem wird sie vom Internationalen Kolpingwerk genutzt. In der Kirche sind der mittelalterliche Theologe Johannes Duns Scotus und der selige „Gesellenvater“ Adolph Kolping beigesetzt.

## Geschichte

### Geschichte des Klosters
Die Brüder des 1210 gegründeten Franziskanerordens ließen sich 1222 in Köln nieder, zunächst im Pfarrbezirk von St. Severin. Ab 1239 gehörte das Kloster  zur Kölnischen Franziskanerprovinz (Colonia), wurde Sitz des Provinzialministers und entwickelte sich zum Hauptkloster der Provinz. 1245 begannen die Brüder mit dem Bau der Klosterkirche am heutigen Standort und eines nördlich angebauten vierflügeligen Klosters um einen Innenhof mit Kreuzgang. Um 1260 entstand beim Kölner Konvent ein ordenseigenes Generalstudium für den Ordensnachwuchs, an dem ab 1307 auch der Franziskanertheologe Johannes Duns Scotus lehrte, der in der Kirche begraben ist.
Seit der Teilung des Ordens in die strengere Richtung der Observanten (Franziskaner) und Konventualen (Minoriten) im Jahr 1517 gehörten die Brüder im Kloster an der Minoritenkirche zu den Konventualen, die eine weniger strenge Lebensform verfolgten. 1802 wurde das Kloster infolge der Säkularisation aufgehoben. Das Minoritenkloster wurde von der Armenverwaltung genutzt und 1855 abgerissen. An der Stelle wurde 1861 das Wallraf-Richartz-Museum errichtet und nach Kriegszerstörung von 1953 bis 1957 neu erbaut. Heute befindet sich darin das Museum für Angewandte Kunst.
Die Minoriten kehrten 1929 nach Köln zurück. Sie sind seelsorglich an der Minoritenkirche und der benachbarten Kolumbakapelle tätig.

### Geschichte und Ausstattung der Kirche
Die Klosterkirche wurde in der für Franziskaner typischen Bauweise als langgestreckter gotischer Bau angelegt. Von 1245 bis etwa 1260 entstand der frühgotische Chor, der in der Höhe und Breite dem Mittelschiff entspricht und eine Tiefe von einem Joch hat. 1260 weihte Bischof Heinrich von Lützelburg, Franziskaner und Bischof von Kurland, den bis dahin fertiggestellten Teil der Kirche auf den Titel zum Heiligen Kreuz. Das dreischiffige Langhaus der Basilika mit acht Jochen und Kreuzrippengewölbe wurde im 14. Jahrhundert vollendet; es wird mit zunehmendem Baufortschritt sparsamer in den Baudetails, verglichen mit dem reicher gestalteten Chor. Meinrad Sehi erkennt darin eine größere Ausrichtung am franziskanischen Ideal der Einfachheit. Weder konstruktiv noch dekorativ gebe es Abhängigkeiten zum nahegelegenen Kölner Dom, mit dessen Bau zur gleichen Zeit begonnen wurde. Die Kirche hat kein Querschiff. Der Innenraum hatte nach seiner Fertigstellung eine Höhe von 21,3 m, eine Länge von 58,4 m und eine Breite von 32 m. Als Bettelordenskirche besitzt das Gebäude keinen Kirchturm, sondern trägt seit 1438 einen Dachreiter, der 1713 erneuert wurde. Die ursprüngliche Absicht, eine (in Hessen und Westfalen damals gebräuchliche, aber für den Kölner Raum untypische) dreischiffige Hallenkirche mit Vierung und einem nicht ausladenden Querhaus zu bauen, wurde während des Baus aufgegeben.
Der Chor hat zweibahnige Maßwerkfenster zwischen Gewölbediensten und äußeren Strebepfeilern, die Westfassade wird bestimmt durch ein achtbahniges Maßwerkfenster in der ganzen Wandbreite zwischen zwei Strebepfeilern und darunter ursprünglich einem von einem Mittelpfosten geteilten Stufenportal. Durch Spenden von Erzbischof Friedrich von Westerburg und der Grafen von Holland, Kleve, Berg und Jülich besaß die Kirche anfangs herrliche farbige Glasfenster, die aber 1637 durch Hagelschlag vernichtet und zunächst durch einfachere, ab 1709 durch Fenster aus gewöhnlichem Glas ersetzt wurden.
Da im Kloster, auch wegen des Generalstudiums des Ordens, zeitweilig viele Priester lebten, hatte die Kirche anfangs fünf bis zehn Nebenaltäre, an denen die Patres die heilige Messe feiern konnten. Mit den meisten Altären waren Altarstiftungen der Bruderschaften und Zünfte verbunden; Zünfte und Bruderschaften feierten auch ihre Gottesdienste, Zusammenkünfte und Feste in und um die Kirche. Die Minoritenkirche besaß zahlreiche Reliquien, so ein Kreuzpartikel, den vorgeblich ganzen Leib eines der zu Bethlehem ermordeten unschuldigen Kinder, dessen Echtheit der Kölner Erzbischof Friedrich von Saarwerden am 18. Juni 1384 urkundlich bestätigt hatte, und Reliquien der Heiligen Barbara, Klara von Assisi und Antonius von Padua.
An die geostete Kirche war nördlich das vierflügelige Kloster um einen Innenhof mit Kreuzgang angebaut.
Die Kirche wurde nach einem Brand des Klosters im Jahre 1619 zwischen 1621 und 1643 innen grundlegend umgestaltet, und zwar nach dem Muster der bereits umgestalteten Minoritenkirche St. Remigius in Bonn. Der bis dahin vorhandene Lettner wurde entfernt, der Hochaltar nach Westen, auf das Langschiff zu, versetzt und das Chorgestühl hinter den Hochaltar in die Apsis verlegt. Der Guardian Georg Richermo ließ die Kirche in den 1720er-Jahren innen neugestalten und ausschmücken und schaffte prächtige Kirchengeräte und Paramente an, so dass die Kirche wegen ihrer feierlichen Gottesdienste einen großen Zulauf hatte. Vor dem Eingang zur Kirche und zum Kloster befand sich ein großer, mit Bäumen bestandener Platz, der dem Kloster gehörte. Richermo ließ 1728 die Kramläden abbrechen, die dort standen, und der Platz wurde mit einem Eisengitter abgegrenzt. 1731 erhielt die Kirche ein neues Portal.
Als ab 1794 Revolutionstruppen Köln besetzten, diente die Kirche als Speicher und verfiel zusehends; nach der Vertreibung der Minoriten, deren Klöster von der napoleonischen Besatzungsmacht 1804 aufgehoben wurden, nutzte sie die Armenverwaltung der Stadt Köln ab 1808 im Rahmen der Säkularisation als Anstalts- und Hospitalkirche.
1846 ging sie als Annexkirche des Kölner Doms in den Besitz des Domkapitels über. Am 3. Mai 1850 nahm Erzbischof Geissel feierlich von der Kirche Besitz und erklärte sie zur Firmungs- und Weihekirche des Erzbistums Köln, verbunden mit einer äußeren Renovierung und neugotischen Umgestaltung, die von den Dombaumeistern Ernst Friedrich Zwirner und Richard Voigtel geleitet wurde und bis 1866 dauerte. Es hatte sich ein Verein zur Rettung der Minoritenkirche gebildet. Der Kaufmann Johann Heinrich Richartz (1795–1861), der auf dem Gelände des früheren Franziskanerklosters das Wallraf-Richartz-Museum errichten ließ, stiftete 42.000 Taler für die Erneuerung der Kirche. Die Innenrenovierung betrieb der 1862 als Rektor an der Minoritenkirche eingesetzte Adolph Kolping mit aufwendigen Spendensammlungen. Schon seit 1849 hatte der von Kolping neu gegründete Kölner Gesellenverein die Minoritenkirche als Vereinskirche genutzt, sodass jetzt durch die Personalunion des Generalpräses der Gesellenvereine und des Rektors der Minoritenkirche die zukünftige Verbindung grundgelegt war. Im Zuge einer neugotischen Stilbereinigung der Ausstattung gegen Ende des 19. Jahrhunderts wurde der barocke Hochaltar durch einen heute noch vorhandenen spätgotischen Flügelaltar ersetzt, den Weihbischof Baudri 1889 erwarb und aus Anlass seines sechzigjährigen Priesterjubiläums der Minoritenkirche schenkte, damit er als Rückwand des Hochaltars diene. Dieses um 1480 in Niedersachsen entstandene Werk stammt ursprünglich aus der Nicolaikirche in Alfeld (Leine), aus der er 1888 entfernt wurde. Im Innern zeigt der Altar plastischen, im Äußern malerischen Schmuck. Während die Malerei, die je vier Szenen aus dem Leben der Muttergottes und der Legende des hl. Nikolaus umfasst, auf der Grundlage erhaltener Restbemalung von dem Kölner Maler Batzem restauriert wurde, ist die Innenseite wohl übernommen, mit der das Jesuskind haltenden Gottesmutter unter einem reichen Baldachin, umgeben von Engeln, begleitet von Heiligenfiguren. Die Figur der Gottesmutter mit dem Kinde ist das Mittelstück zu Darstellungen aus dem Leben Jesu, die von der Verkündigung bis zur Auferstehung reichen.
Im Zweiten Weltkrieg wurde die Kirche in der Nacht vom 30. auf den 31. Mai 1942 schwer von Bomben getroffen, die Orgel, die  Gewölbe und Teile des Südschiffes gingen verloren. Der Wiederaufbau durch das Kolpingwerk wurde 1958 abgeschlossen, die innere Neugestaltung nach den Vorbildern des 13. Jahrhunderts dauerte bis 1975. Die Kirche wird vom Kolpingwerk und den Minoriten, die seit 1958 wieder in der Nähe ansässig sind, genutzt.
2009/10 wurde die Kirche umfassend für 1,85 Millionen Euro restauriert, darunter das komplette Dach mit Dachreiter. Den Hauptteil der Kosten steuerte das Erzbistum bei. Neu ist in der Kirche insbesondere ein gläsernes Kruzifix des Düsseldorfer Künstlers Thomas Kesseler, 4,50 Meter hoch und 650 Kilogramm schwer, das im Chor über dem Altar schwebt, und eine Büste Kolpings neben seinem Grab.

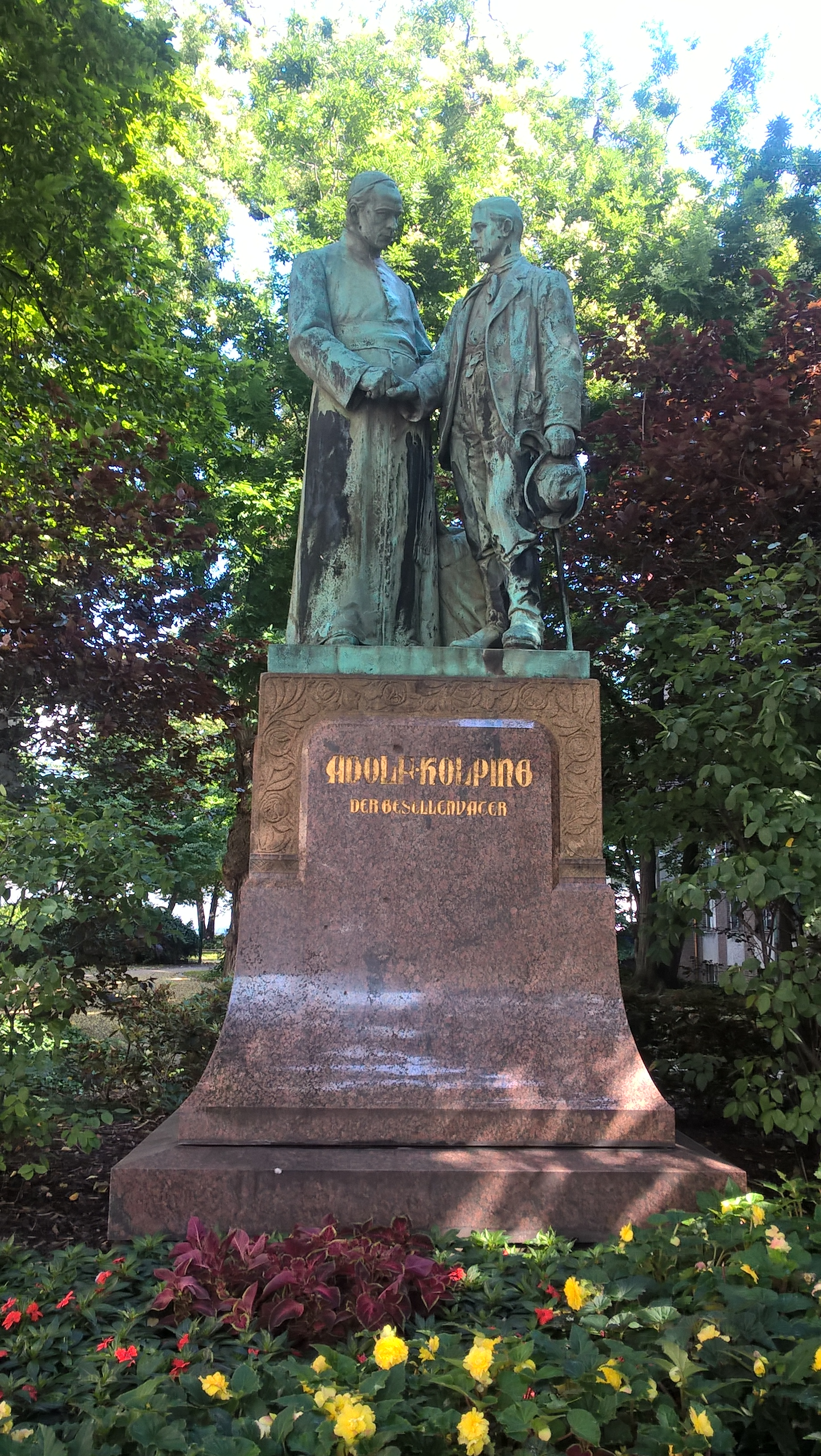
Kolpingdenkmal auf dem Kolpingplatz (2015)

## Grabmale und Skulpturen

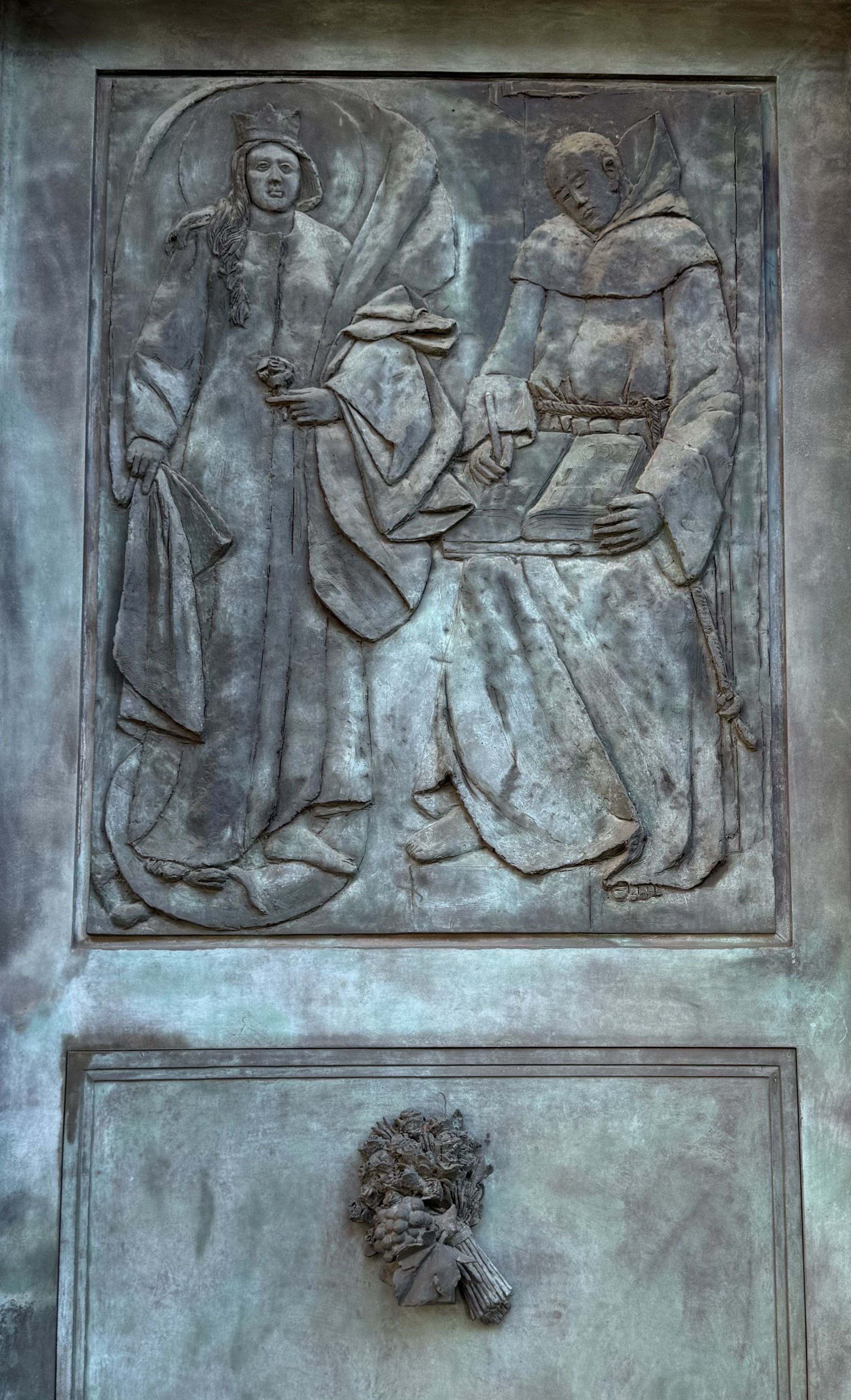
Bronzetür: Johannes Duns Scotus von Paul Nagel

Bereits im 13. Jahrhundert ließen sich zahlreiche Adelige und Wohltäter des Klosters in der Kirche, im Kreuzgang des Klosters und auf dem Klosterfriedhof beisetzen, so dass die Kirche von den Kölnern auch als „Ritterkirche“ bezeichnet wurde. Bei der Kirchenrenovierung wurden 1727 die meisten Grabplatten, die sich an den Wänden oder auf dem Kirchenfußboden befanden, entfernt.
Für Johannes Duns Scotus und Adolph Kolping, die beide von Papst Johannes Paul II. seliggesprochen wurden, bestehen Grabstätten, beide Selige sind auf den 2006 vom Bildhauer Paul Nagel gestalteten Portaltüren verewigt.
Auf dem Kolpingplatz vor der Westfassade der Kirche steht ein Denkmal für Adolph Kolping, das ihn als „Gesellenvater“ zeigt. Es wurde von Bildhauer Johann Baptist Schreiner geschaffen und 1903 enthüllt.

## Orgel

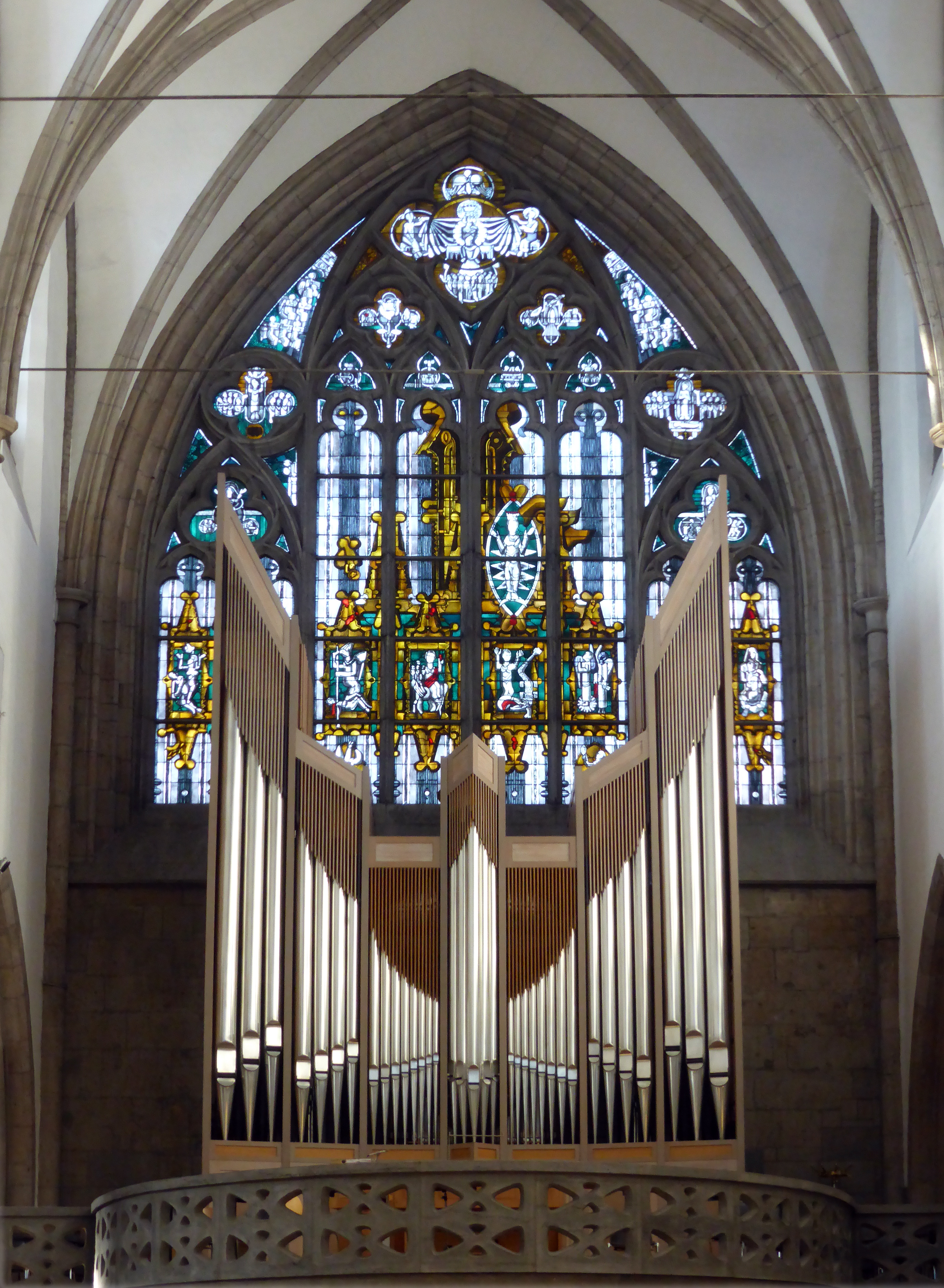
Blick auf die Orgel (2016)

Vor der Aufhebung des Klosters zu Anfang des 19. Jahrhunderts gab es in der Kirche zwei Orgeln. Die ältere wurde 1577 anlässlich einer Reparatur erstmals erwähnt. Die jüngere wurde 1727 von Jean Nollet aus Luxemburg gebaut und 1747 von Balthasar König (Köln) erneuert; sie hatte zwei Manuale, 34 Register und stand auf der Empore im westlichen Langhausjoch. Diese Orgel wurde 1842 durch Kriegseinwirkung zerstört.
Im Jahr 1997 wurde eine neue Orgel der Orgelbaufirma Romanus Seifert & Sohn (Kevelaer) eingeweiht. Das Instrument hat 44 Register, verteilt auf drei Manuale und Pedal. Die Spieltrakturen sind mechanisch, die Registertrakturen elektrisch. Das Schwellwerk ist mit Barkermaschinen ausgestattet.
| I Hauptwerk C–g3 |                   |       |
| 1.               | Gedackt           | 16′   |
| 2.               | Principal         | 8′    |
| 3.               | Flûte harm.       | 8′    |
| 4.               | Spitzflöte        | 8′    |
| 5.               | Octave            | 4′    |
| 6.               | Rohrflöte         | 4′    |
| 7.               | Quinte            | 2 ⁄3′ |
| 8.               | Superoctave       | 2′    |
| 9.               | Mixtur V          | 1 ⁄3′ |
| 10.              | Cornett V (ab c0) | 8′    |
| 11.              | Trompete          | 8′    |

| II Positiv C–g3 |                |       |
| 12.             | Bourdon        | 8′    |
| 13.             | Quintade       | 8′    |
| 14.             | Principal      | 4′    |
| 15.             | Blockflöte     | 4′    |
| 16.             | Gemshorn       | 2′    |
| 17.             | Sifflöte       | 1 ⁄3′ |
| 18.             | Sesquialter II | 2 ⁄3′ |
| 19.             | Scharff III    | 1′    |
| 20.             | Cromorne       | 8′    |
|                 | Tremulant      |       |

| III Schwellwerk C–g3 |                      |        |
| 21.                  | Bourdon              | 16′    |
| 22.                  | Principal            | 8′     |
| 23.                  | Flöte                | 8′     |
| 24.                  | Viola da Gamba       | 8′     |
| 25.                  | Voix céleste (ab c0) | 8′     |
| 26.                  | Principal            | 4′     |
| 27.                  | Traversflöte         | 4′     |
| 28.                  | Nasard               | 2 ⁄3′  |
| 29.                  | Octavin              | 2′     |
| 30.                  | Terz                 | 1 3⁄5′ |
| 31.                  | Mixtur IV            | 2′     |
| 32.                  | Trompette harm.      | 8′     |
| 33.                  | Hautbois             | 8′     |
| 34.                  | Clairon              | 4′     |
|                      | Tremulant            |        |

| Pedal C–f1 |               |         |
| 35.        | Subbass       | 32′     |
| 36.        | Principalbass | 16′     |
| 37.        | Subbass       | 16′     |
| 38.        | Quintbass     | 10 2⁄3′ |
| 39.        | Octavbass     | 8′      |
| 40.        | Bassflöte     | 8′      |
| 41.        | Choralbass    | 4′      |
| 42.        | Hintersatz IV | 2 ⁄3′   |
| 43.        | Bombarde      | 16′     |
| 44.        | Trompete      | 8′      |

- Koppeln: II/I, III/I, III/II, I/P, II/P, III/P
- Spielhilfe: 768-fache Setzeranlage

## Glocken
Im Dachreiter hängen zwei Glocken übereinander, die 1952 und 1954 von Feldmann & Marschel in Münster gegossen wurden. Sie ersetzen zwei Glocken aus den Jahren 1754 und 1853, die durch Kriegseinwirkung vernichtet wurden; vorher hatte eine 1707 gegossene Glocke im Dachreiter gehangen. Parallel mit den „Kirchen am Neumarkt“ (St. Aposteln, Antoniterkirche und St. Peter) wird am Samstag um 16:45 Uhr mit beiden Glocken der Sonntag eingeläutet. Abends um 19:30 Uhr läutet die Marienglocke zum Angelus.
| Nr. | Name    | Gussjahr | Ø (mm) | Gewicht (kg) | Nominal (16tel) | Inschrift |
| 1   | Maria   | 1954     | 790    | 280          | h1 –2           | „Maria, mein erstes Geläut preiset dein Heiliges Jahr. Immaculata, dir singet jubelnd mein Mund immerdar.“                                                                 |
| 2   | Kolping | 1952     | 660    | 160          | d2 ±0           | „1711 ward ich gegossen / 1865 verkündete ich Kolpings Tod / 1942 ward ich ins Mark getroffen / 1952 erstand ich neu nach schwerer Not / Im Leiden stählt sich die Seele.“ |